# Olfersia fumipennis
Olfersia fumipennis är en tvåvingeart som först beskrevs av Sahlberg 1886.  Olfersia fumipennis ingår i släktet Olfersia och familjen lusflugor. Arten har ej påträffats i Sverige. Inga underarter finns listade i Catalogue of Life.